# Lijst van Italiaanse Eurocommissarissen
De lijst van Italiaanse Eurocommissarissen geeft een overzicht van de afgevaardigde commissieleden van de lidstaat Italië. Italië is een van de zes oprichters van de Europese Unie. Het land heeft sinds de inwerkstelling van de Europese Commissie een commissaris gehad bij de Commissie.

## Eurocommissarissen

### 1e afgevaardigde (1958-)
Sinds het Verdrag van Nice heeft Italië nog maar één afgevaardigde bij de Europese Commissie. In 2004 moest Italië een Eurocommissaris inleveren, omdat door de toetreding van nieuwe lidstaten het aantal commissarissen te hoog zou worden.
| Naam | Naam                                  | Naam                                           | Aantreden        | Aftreden         | Commissie(s)                 |
| ---- | ------------------------------------- | ---------------------------------------------- | ---------------- | ---------------- | ---------------------------- |
|      |                                       | Giuseppe Petrilli (1913-1999)                  | 7 januari 1958   | 18 oktober 1960  | Hallstein I                  |
|      |                                       | Lionello Levi Sandri (1910-1991)               | 8 februari 1961  | 1 juli 1970      | Hallstein I Hallstein II Rey |
|      | Eurocommissaris Franco Maria Malfatti | Franco Maria Malfatti (1927-1991) (Voorzitter) | 1 juli 1970      | 21 maart 1972    | Malfatti                     |
|      |                                       | Carlo Scarascia-Mugnozza (1920-2004)           | 22 maart 1972    | 6 januari 1977   | Mansholt Ortoli              |
|      |                                       | Lorenzo Natali (1922-1989)                     | 6 januari 1977   | 6 januari 1989   | Jenkins Thorn Delors I       |
|      |                                       | Filippo Maria Pandolfi (1927)                  | 6 januari 1989   | 6 januari 1993   | Delors II                    |
|      |                                       | Raniero Vanni d'Archirafi (1931)               | 6 januari 1993   | 25 januari 1995  | Delors III                   |
|      | Eurocommissaris Mario Monti           | Mario Monti (1943)                             | 25 januari 1995  | 30 oktober 2004  | Santer Prodi                 |
|      | Eurocommissaris Franco Frattini       | Franco Frattini (1957-2022)                    | 22 november 2004 | 8 mei 2008       | Barroso I                    |
|      | Eurocommissaris Antonio Tajani        | Antonio Tajani (1953)                          | 8 mei 2008       | 1 juli 2014      | Barroso I Barroso II         |
|      |                                       | Ferdinando Nelli Feroci (1946)                 | 1 juli 2014      | 1 november 2014  | Barroso II                   |
|      | Eurocommissaris Federica Mogherini    | Federica Mogherini (1973)                      | 1 november 2014  | 30 november 2019 | Juncker                      |
|      | Eurocommissaris Paolo Gentiloni       | Paolo Gentiloni (1954)                         | 1 december 2019  |                  | Von der Leyen                |

### 2e afgevaardigde (1958-2004)
Italië moest haar tweede afgevaardigde inleveren middels het Verdrag van Nice (2003) om ruimte te maken voor de toetreding van nieuwe lidstaten.
| Naam | Naam                         | Naam                                 | Aantreden         | Aftreden          | Commissie(s)             |
| ---- | ---------------------------- | ------------------------------------ | ----------------- | ----------------- | ------------------------ |
|      |                              | Piero Malvestiti (1899-1964)         | 7 januari 1958    | 15 september 1959 | Hallstein I              |
|      |                              | Giuseppe Caron (1904-1998)           | 24 november 1959  | 15 mei 1963       | Hallstein I Hallstein II |
|      |                              | Guido Colonna di Paliano (1908-1982) | 30 juli 1964      | 8 mei 1970        | Hallstein II Rey         |
|      |                              | Altiero Spinelli (1907-1986)         | 2 juli 1970       | 6 juli 1976       | Malfatti Mansholt Ortoli |
|      |                              | Cesidio Guazzaroni (1911-2004)       | 13 juli 1976      | 6 januari 1977    | Ortoli                   |
|      |                              | Antonio Giolitti (1915-2010)         | 6 januari 1977    | 6 januari 1985    | Jenkins Thorn            |
|      |                              | Carlo Ripa di Meana (1929-2018)      | 6 januari 1985    | 26 juni 1992      | Delors I Delors II       |
|      |                              | Antonio Ruberti (1927-2000)          | 26 juni 1992      | 25 januari 1995   | Delors II Delors III     |
|      | Eurocommissaris Emma Bonino  | Emma Bonino (1948)                   | 25 januari 1995   | 16 september 1999 | Santer                   |
|      | Eurocommissaris Romano Prodi | Romano Prodi (1939) (Voorzitter)     | 16 september 1999 | 22 november 2004  | Prodi                    |

### 3e afgevaardigde (1967-1970)
In 1967 waren de besturen van de drie instellingen van de Europese Gemeenschappen middels het Fusieverdrag gefuseerd tot één bestuur: Europese Commissie. Martino was afkomstig uit een van de andere besturen en fungeerde gedurende de commissie Rey als derde afgevaardigde.
| Naam | Naam | Naam                        | Aantreden   | Aftreden    | Commissie(s) |
| ---- | ---- | --------------------------- | ----------- | ----------- | ------------ |
|      |      | Edoardo Martino (1910-1999) | 2 juli 1967 | 1 juli 1970 | Rey          |